# 青木重矩
青木 重矩（あおき しげのり）は、江戸時代前期から中期にかけての大名。摂津国麻田藩の第4代藩主。官位は従五位下・甲斐守。

## 生涯
寛文5年（1665年）、3代藩主・青木重正の次男として誕生した。母が第2代藩主・青木重兼の娘であり重正の正室であったことから嫡子とされた。重正は朝倉氏出身（朝倉宣親の子）の婿養子であり、妾腹の子で元来の青木家の血を引かない長男の直政は分家の青木直澄の養嗣子となっていた。
元禄6年（1693年）、父の死去により跡を継いだ。正徳3年（1713年）閏5月22日、長男の一典に家督を譲って隠居した。
享保14年（1729年）3月27日、死去。享年65。

## 系譜
- 父：青木重正（1625年 - 1693年）
- 母：マン - 慶雲院殿正寿元信大居士、青木重兼娘
- 正室：戸沢正誠娘
- 生母不明の子女
  - 長男：青木一典（1697年 - 1736年）
  - 女子：松平乗真正室 - のち宝寿院行快室